# María Galvany
María de Jesús Elena Lorenza Ciriaca Ramona de San Juan Bautista Galbán Martínez (Mancha Real (Jaén), 6 de agosto de 1875 – Madrid, 4 de agosto de 1927) fue una soprano española. Su apellido real era Galbán, pero lo italianizó por Galvany cuando decidió dedicarse a la lírica.

## Biografía
María nace a las cinco y media de la mañana en la calle de la Zambra en la localidad jienense de Mancha Real, donde su padre, Juan Galván, era notario; pero apenas cumplidos dos años la niña va a vivir a Pinos Puente (Granada), lugar de residencia de sus abuelos maternos debido a que su padre muere repentinamente el 28 de marzo de 1879 de congestión pulmonar a la edad de cuarenta y nueve años. Dejó a su viuda, Ciriaca Martínez, con diez hijos siendo María la benjamina.
Comienza sus estudios de canto en el Real Conservatorio de Madrid, con el profesor Puig y continúa con el barítono Napoleone Verger.
Su debut sobre el escenario tiene lugar en Cartagena, España, en 1897, con Lucia di Lammermoor. Inicia una gira por España que concluye en el mes de abril, en el Teatro Cervantes (Málaga) cantando La Sonnambula y La Traviata, al estar la soprano embarazada.
A continuación pasa al Teatro Real de Madrid donde actúa hasta 1899 con títulos como I Puritani, Robert le Diable, Les Huguenots, La Africana y Lucia di Lammermoor. Luego actúa en el Teatro Principal de Valencia, con El Barbero de Sevilla.
En 1901 debuta en el Coliseu dos Recreios de Lisboa, con La Traviata. De Lisboa se dirige a Milán, donde actúa en el Teatro dal Verme finalizando el año en Rusia, en el Teatro Gorodskoj de Odesa.
En 1902 canta Rigoletto en el Teatro Odeón de Buenos Aires.
En 1903 regresa al Coliseu dos Recreios de Lisboa donde actuará prácticamente todas las temporadas hasta 1916. Desde Lisboa salta a Parma, donde canta La Sonnambula junto al tenor Piero Schiavazzi, y de allí va a Génova.
En 1905 inicia una gira con la Compañía Castellano por Bélgica y Holanda, junto al tenor Nicola Zerola y la soprano Adelina Agostinelli.
En 1907 triunfa en el Teatro del Liceo de Barcelona con Lucia di Lammermoor.
En 1908 y tras cantar en Niza, alcanza un rotundo éxito en el Teatro La Fenice de Venecia en el papel de Ofelia, de Hamlet.
En 1909 debuta en el Teatro Gaîte-Lyrique de París y realiza una triunfal gira por Inglaterra. En el Teatro Drury Lane de Londres canta junto a Elvino Ventura y Antonio Sabellico El Barbero de Sevilla y Dinorah. Estas actuaciones supusieron un enorme éxito para la soprano, saliendo vencedora de la comparación con Luisa Tetrazzini que poco antes había cantado en el Covent Garden de Londres, El Barbero de Sevilla.
En 1913 regresa nuevamente al Coliseu dos Recreios de Lisboa para cantar, junto al tenor Miguel Mulleras y el barítono Carmelo Maugeri, Lucia di Lammermoor.
En 1914 emprende una nueva gira por Rusia que le lleva a cantar en Moscú, San Petersburgo, Odesa, Kiev, Tiflis y Bakú, con un repertorio que comprende: Lucia di Lammermoor, La Sonnambula, I Puritani, El Barbero de Sevilla, Rigoletto, La Traviata, Hamlet y La Flauta Mágica.
En 1918 se dirige a Estados Unidos donde actúa en varios teatros, entre ellos La Ópera de San Francisco. Curiosamente María Galvany nunca actuó en el Metropolitan Opera House de Nueva York ni en el Covent Garden de Londres.
En la década de los años 20, la Galvany se retiró paulatinamente de los escenarios, muriendo en Madrid el 3 de agosto de 1927.

## Estilo vocal
Su voz era un prodigio de Soprano de coloratura, clara, aflautada, muy extensa en el registro superior y con una excepcional agilidad y flexibilidad. La Galvany era capaz de emitir unas notas sobreagudas penetrantes y vibrantes que alcanzaban con facilidad el Fa5 sin estridencias. Sus acrobacias y habilidades pirotécnicas ejecutadas con una pasmosa velocidad no conocían límite, sin que hasta el momento haya sido igualada en este terreno por soprano alguna desde que comenzara la época del fonógrafo.
María Galvany realizó un gran número de grabaciones entre 1903 y 1908.